# Михайлівська церква (Повстин)
Михайлівська церква — дерев'яна церква у селі Повстин Пирятинського району Полтавської області.

## Історія
Храм збудовано в 1775 році. Це одна з найстаріших церков Полтавщини.
У 1852 році Михайлівську церкву реконструювали. 
З 1899 року до 1917 року при Михайлівській церкві діяла церковно-парафіяльна школа, одна з двох в Пирятинському повіті. Вчителями були священик Данило Базилевський і псаломщик Яків Попов.
При комуністах храм закрили. Потім, під час німецької окупації, служби поновилися.
У новий час прихід був зареєстрований в 1993р. 

## Архітектура
Спочатку, вона була хрещатою, однокупольною, стояла на дубових колодах. В архівах зберігся опис первісної конструкції: «на дубових підвалах, замість фундаменту і була крита дошками, купол покритий чорним залізом в шашку». Це був зразок народної козацької архітектури з елементами бароко[джерело?]. 
У 1852 р. Михайлівську церкву реконструювали. Над притвором побудували шатрову дзвіницю типу "четверик на четверике". Із заходу, півдня і півночі прибудували чотириколонні класичні портики. Барочний купол замінили напівсферичним. З барочного Михайлівський храм перетворився на зразок класичної архітектури. Але, конструкції 18 століття легко відрізняються від більш пізніх. Архаїчна нерівна вертикальна шалівка нижнього ярусу надає церкви додаткового шарму. Портики величні в своїй класичній простоті. Колони західного, головного портика оббиті тоненькими дощечками - імітація канелюр (!). Колони бічних портиків просто виконані з цілих стовбурів. Церква має благородну розмальовку в сірих і блакитних тонах. Я довго думав - у чому криється якесь досконалість цієї класичної архітектури в дерев'яному виконанні? Потім зрозумів. В основі прийомів стилю класицизм лежить архітектура Стародавньої Греції. А грецька класика зародилася, як архітектура дерев'яних будівель. Всі ці колони, портики, антаблементи спочатку були невід'ємними частинами конструкції дерев'яних будівель. Тому класична архітектура так хороша в дерев'яному виконанні. Тут вона втрачає холод каменю і повертає тепло дерева. Значить, архітектура Михайлівського храму в Повстин, в чомусь близька до споконвічного давньогрецького дерев'яного зодчества, якому від роду 2500 років.
Таких красивих, дерев'яних класіцістіческіх храмів, чи не зіпсованих війнами, комуністами та сучасної "реставрацією", залишилося одиниці. Схожі церкви зустрічаються на Київщині, в селах Півні і Софіпіль, але вони мають архітектуру простішу, не настільки урочисту.
Побудований в 1775р. і перебудований в 1852 р, Михайлівський храм в с. Повстин має значну архітектурну та історичну цінність, як пам'ятка зодчества 18 століття і рідкісний за ступенем схоронності зразок дерев'яної класицистичної архітектури середини 19 століття. Михайлівську церкву необхідно терміново внести до реєстру пам'яток архітектури та забезпечити її схоронність. 

## Галерея

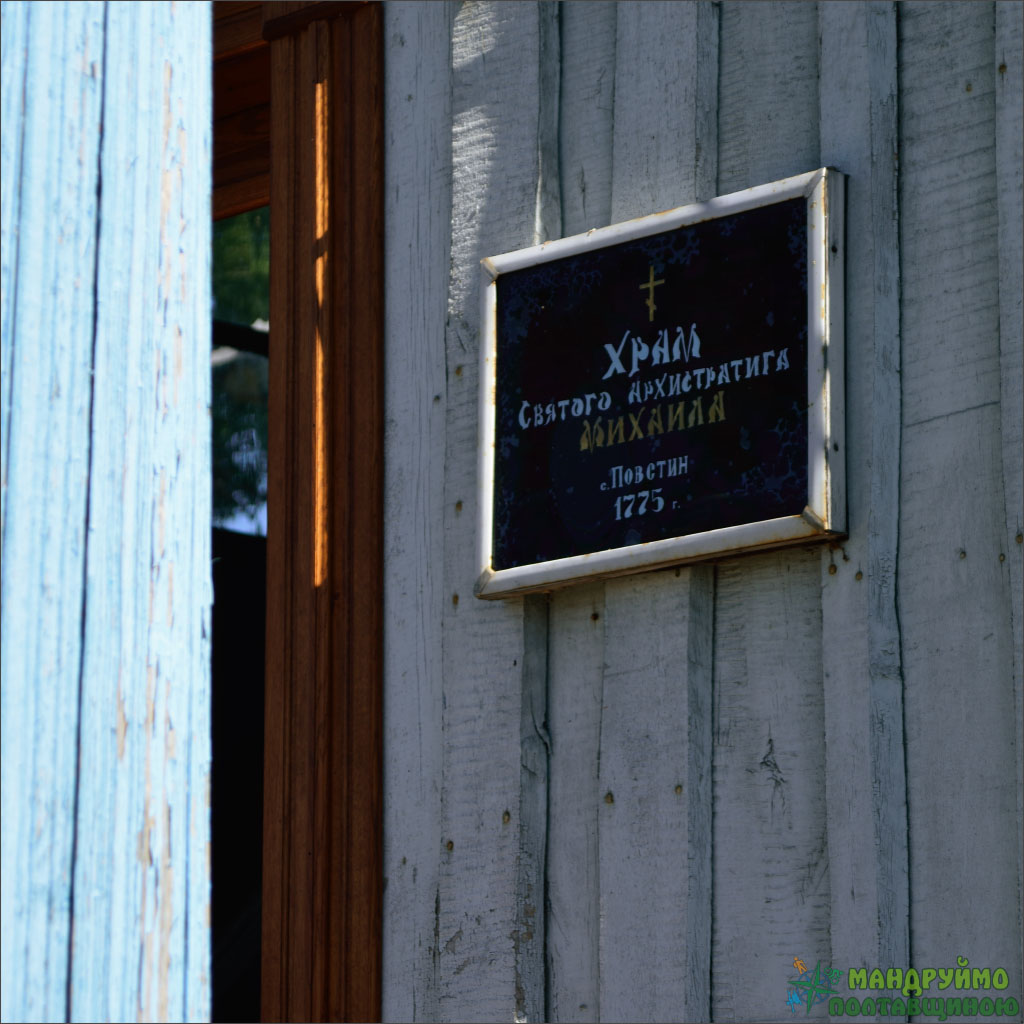
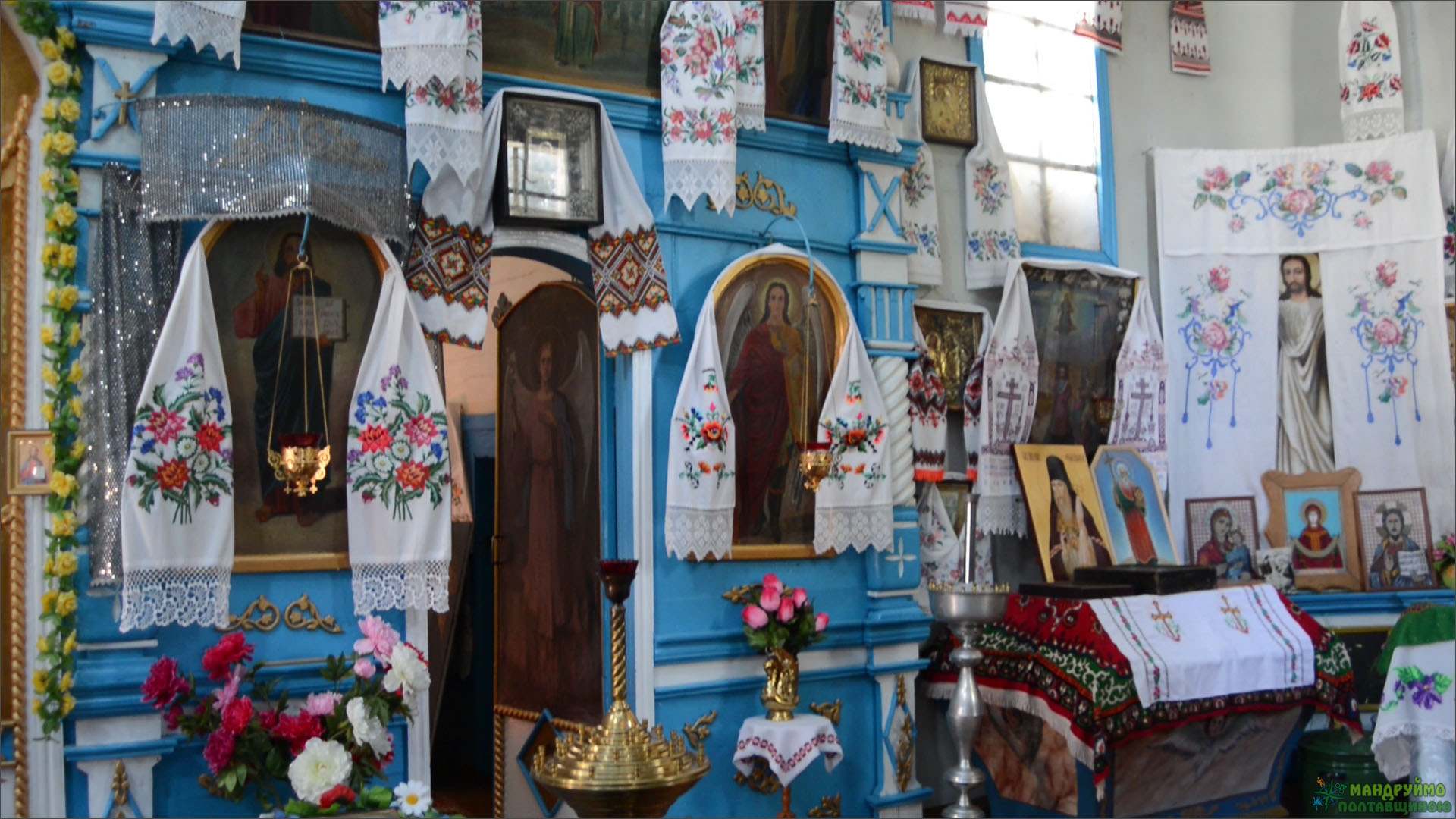